# 미크로네시아 연방의 병원 목록
다음 목록은 미크로네시아 연방에 위치한 병원 목록이다.
현재 미크로네시아 연방에는 4개의 주립 병원과 5개의 보건 센터, 92개의 진료소, 1개의 사립 병원이 위치하고 있다.

## 목록
| 이름               | 형태 | 위치            |
| ------------------ | ---- | --------------- |
| 야프주립병원       | 주립 | 야프주 야프     |
| 제네시스병원       | 사립 | 폰페이주 폰페이 |
| 추크주립병원       | 주립 | 추크주 웨노     |
| 추크지역보건센터   |      | 추크주 웨노     |
| 코스라에주립병원   | 주립 | 코스라에주 토폴 |
| 폰페이주립병원     | 주립 | 폰페이주 폰페이 |
| 폰페이지역보건센터 |      | 폰페이주 폰페이 |

## 같이 보기
- 마셜 제도의 병원 목록
- 키리바시의 병원 목록